# Innsbruck (Marskrater)
Der Krater Innsbruck wurde 1976 auf dem Mars entdeckt und dank einem Forscherteam nach der gleichnamigen Hauptstadt in Tirol benannt.